# Kinross
Kinross (schottisch-gälisch Ceann Rois) ist eine Stadt mit 4891 Einwohnern in der schottischen Council Area Perth and Kinross im Osten der Central Lowlands.

## Geographie
Kinross liegt zwölf Kilometer nördlich von Dunfermline, 15 Kilometer westlich von Glenrothes und 20 Kilometer südlich von Perth in einem leicht hügeligen Gelände. Der Loch Leven befindet sich in unmittelbarer Nähe im Osten. Die Autobahn M90 tangiert die Stadt im Westen.

## Geschichte

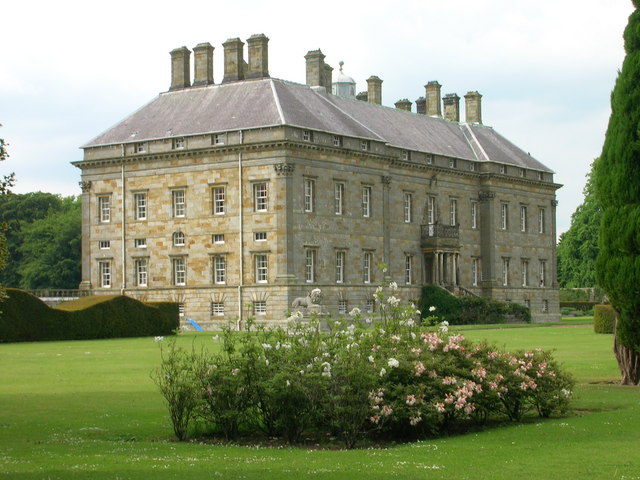
Kinross House

Zwischen 1890 und 1929 war Kinross die historische Hauptstadt der traditionellen Grafschaft Kinross-shire. Nach der Anbindung an die Autobahn M90 zogen viele Menschen in die dadurch verkehrsgünstig gelegene Stadt.
Während des Zweiten Weltkriegs wurde der nahe gelegene Balado-Park als Militärflugplatz genutzt, im Jahre 2006 verkauft, und heute wird er für die Ausrichtung von Open-Air-Musikfestivals genutzt.
Heute entwickelt Kinross touristische Aktivitäten und bietet insbesondere Bootsfahrten um den Loch Leven und zum nahen Loch Leven Castle, in dem Maria Stuart vom Sommer 1567 bis zum Frühjahr 1568 inhaftiert war. Außerdem werden diverse Wander- und Fahrradtouren angeboten sowie die Besichtigung des Gartens von Kinross House, der zu den bedeutendsten Schottlands zählt.
Die Stadt ist für ihre lange Curling-Tradition bekannt, die bis in die zweite Hälfte des 17. Jahrhunderts zurückreicht. 1818 wurde in Kinross der älteste offizielle Curling-Club der Welt gegründet.
Das Gebiet um Kinross dient auch als Überwinterungsquartier für Tausende von Gänsen.